# Відкритий чемпіонат США з тенісу 2001
Відкритий чемпіонат США з тенісу 2001 проходив з 27 серпня по 9 вересня 2001 року на відкртих кортах Тенісного центру імені Біллі Джин Кінг у парку Флашинг-Медоуз у районі Нью-Йорка Квінз. Це був четвертий, останній турнір Великого шолома календарного року.

## Результати фінальних матчів

### Дорослі
| Одиночний розряд. Чоловіки |                              |                     |
| Ллейтон Г'юїтт             | Піт Сампрас                  | 7–6(7–4), 6–1, 6–1  |
|                            |                              |                     |
| Одиночний розряд. Жінки    |                              |                     |
| Вінус Вільямс              | Серена Вільямс               | 6–2, 6–4            |
|                            |                              |                     |
| Парний розряд. Чоловіки    |                              |                     |
| Вейн Блек Кевін Улльєтт    | Доналд Джонсон Джаред Палмер | 7–6, 2–6, 6–3       |
|                            |                              |                     |
| Парний розряд. Жінки       |                              |                     |
| Ліза Реймонд Ренне Стаббс  | Кімберлі По Наталі Тозья     | 6–2, 5–7, 7–5       |
|                            |                              |                     |
| Мікст                      |                              |                     |
| Ренне Стаббс Тодд Вудбрідж | Ліза Реймонд Леандер Паес    | 6–4, 5–7, 7–6(11–9) |
|                            |                              |                     |

### Юніори
| Одиночний розряд. Хлопці         |                              |               |
| Жиль Мюллер                      | Ван Юцуо                     | 7–6(5), 6–2   |
|                                  |                              |               |
| Одиночний розряд. Дівчата        |                              |               |
| Маріон Бартолі                   | Світлана Кузнецова           | 4–6, 6–3, 6–4 |
|                                  |                              |               |
| Парний розряд. Хлопці            |                              |               |
| Томаш Бердих Стефан Болі         | Брендан Еванс Бретт Джоелсон | 6–4, 6–4      |
|                                  |                              |               |
| Парний розряд. Дівчата           |                              |               |
| Галина Фокіна Світлана Кузнецова | Єлена Янкович Матеа Мезак    | 7–5, 6–3      |
|                                  |                              |               |